# Empoli Football Club 2020-2021
Questa voce raccoglie le informazioni riguardanti l'Empoli Football Club nelle competizioni ufficiali della stagione 2020-2021.

## Stagione
Nella stagione 2020-2021 l'Empoli disputa il campionato di Serie B, lo vince con 73 punti, guadagnandosi il ritorno in Serie A a due anni di distanza. La squadra della Valdelsa allenata da Alessio Dionisi inizia bene il campionato espugnando Frosinone (0-2) e mantenendosi nelle prime posizioni. Raggiunge la vetta solitaria alla 17ª giornata vincendo (0-2) a Cosenza, senza più lasciarla. Migliora le 13 reti dello scorso torneo Leonardo Mancuso arrivando a firmare 20 reti in campionato. In doppia cifra con 11 centri anche Andrea La Mantia. Discreto anche il Percorso dell'Empoli nella Coppa Italia vincendo all'esordio nel secondo turno (2-1) con il Renate, nel terzo turno incrocia il Benevento superandolo (2-4), il quarto turno viene superato dall'Empoli per la rinuncia del Brescia a disputare la sfida per i troppi contagiati dal Covid nelle file delle rondinelle, poi negli ottavi viene eliminato dal Napoli, che vince (3-2) al Maradona.

## Divise e sponsor
Lo sponsor tecnico per la stagione 2020-2021 è Kappa. Il main sponsor è Computer Gross, azienda che distribuisce prodotti e servizi di informatica e telecomunicazione. Il secondo sponsor, per quanto riguarda la prima maglia, è Sammontana, mentre, per quanto riguarda la seconda e terza maglia, lo sponsor è Massimo Logli. Sul retro maglia, al di sotto della numerazione, appare il terzo sponsor Pediatrica mentre Inpa è lo sponsor di manica.
| Casa | Trasferta | Terza Divisa | Centenario |

## Organigramma societario
Area direttiva
- Presidente: Fabrizio Corsi
- Vice presidente: Rebecca Corsi
- Amministratore delegato: Francesco Ghelfi
- Collegio sindacale: Pier Giovanni Baldini, Aldo Lolli, Cristiano Baldini
- Direttore sportivo: Pietro Accardi
- Team manager: Domenico Maietta
- Segretario sportivo: Graziano Billocci

Area comunicazione
- Capo ufficio stampa: Matteo Gamba
- Addetto stampa: Luca Casamonti
- Responsabile ufficio marketing: Rebecca Corsi
- Responsabile ufficio commerciale: Gianmarco Lupi
- Supporter liasion officer: Marco Patrinostro
- Responsabile biglietteria: Francesco Assirelli
- Delegato alla sicurezza: Giuseppe Spazzoni

Area tecnica
- Allenatore: Alessio Dionisi
- Allenatore in seconda: Paolo Cozzi
- Collaboratori tecnici: Stefano Bianconi, Massimiliano Sigolo
- Preparatore dei portieri: Mauro Marchisio
- Preparatori atletici: Rocco Perrotta, Fabio Spighi
- Recupero infortunati: Arber Prifti
- Tecnico del drone e Match Analyst: Giampiero Pavone
- Magazzinieri: Luca Batini, Riccardo Nacci, Sauro Spera

Area sanitaria
- Responsabile sanitario: Luca Gatteschi
- Medico sociale: Jacopo Giuliattini
- Fisioterapisti: Antonio Abbruzzese, Alessandro Mollica, Mirko Baldini

## Rosa
| N. |                     | Ruolo | Calciatore        |
| -- | ------------------- | ----- | ----------------- |
| 1  | Italia (bandiera)   | P     | Alberto Brignoli  |
| 3  | Serbia (bandiera)   | D     | Aleksa Terzić     |
| 4  | Italia (bandiera)   | C     | Giovanni Crociata |
| 5  | Slovenia (bandiera) | C     | Leo Štulac        |
| 6  | Italia (bandiera)   | D     | Simone Romagnoli  |
| 7  | Italia (bandiera)   | A     | Leonardo Mancuso  |
| 8  | Brasile (bandiera)  | A     | Ryder Matos       |
| 9  | Italia (bandiera)   | A     | Marco Olivieri    |
| 10 | Italia (bandiera)   | A     | Stefano Moreo     |
| 11 | Svizzera (bandiera) | C     | Nedim Bajrami     |
| 12 | Italia (bandiera)   | P     | Leandro Pratelli  |
| 13 | Albania (bandiera)  | C     | Kristjan Asllani  |
| 18 | Italia (bandiera)   | A     | Davide Merola     |
| 19 | Italia (bandiera)   | A     | Andrea La Mantia  |

| N. |                     | Ruolo | Calciatore         |
| -- | ------------------- | ----- | ------------------ |
| 20 | Italia (bandiera)   | D     | Riccardo Fiamozzi  |
| 21 | Italia (bandiera)   | D     | Stefano Sabelli    |
| 22 | Italia (bandiera)   | P     | Jacopo Furlan      |
| 23 | Italia (bandiera)   | D     | Davide Zappella    |
| 25 | Italia (bandiera)   | C     | Filippo Bandinelli |
| 27 | Polonia (bandiera)  | C     | Szymon Żurkowski   |
| 28 | Italia (bandiera)   | C     | Samuele Ricci      |
| 30 | Italia (bandiera)   | C     | Samuele Damiani    |
| 31 | Italia (bandiera)   | D     | Roberto Pirrello   |
| 32 | Svizzera (bandiera) | C     | Nicolas Haas       |
| 42 | Italia (bandiera)   | D     | Mattia Viti        |
| 43 | Grecia (bandiera)   | D     | Dīmītrīs Nikolaou  |
| 47 | Italia (bandiera)   | D     | Andrea Cambiaso    |
| 65 | Italia (bandiera)   | D     | Fabiano Parisi     |

## Calciomercato

### Sessione estiva(dal 1º settembre al 5 ottobre)
| Acquisti | Acquisti         | Acquisti     | Acquisti                         |
| R.       | Nome             | da           | Modalità                         |
| -------- | ---------------- | ------------ | -------------------------------- |
| P        | Jacopo Furlan    | Catania      | definitivo                       |
| P        | Gabriel Meli     | Rimini       | fine prestito                    |
| P        | Ivan Provedel    | Juve Stabia  | fine prestito                    |
| D        | Aleksa Terzić    | Fiorentina   | prestito                         |
| D        | Davide Zappella  | Piacenza     | fine prestito                    |
| C        | Nedim Bajrami    | Grasshoppers | riscatto cartellino (0,5 mln €)  |
| C        | Tommaso Fantacci | Pistoiese    | fine prestito                    |
| C        | Nicolas Haas     | Atalanta     | prestito con obbligo di riscatto |
| C        | Michał Marcjanik | Wisła Płock  | fine prestito                    |
| C        | Szymon Żurkowski | Fiorentina   | rinnovo prestito                 |
| A        | Andrea La Mantia | Lecce        | riscatto cartellino              |
| A        | Samuel Mráz      | Brøndby      | fine prestito                    |
| A        | Marco Olivieri   | Juventus U23 | prestito                         |
| A        | Kevin Piscopo    | Carrarese    | fine prestito                    |

| Cessioni | Cessioni            | Cessioni       | Cessioni              |
| R.       | Nome                | a              | Modalità              |
| -------- | ------------------- | -------------- | --------------------- |
| D        | Luca Antonelli      |                | rescissione contratto |
| D        | Jure Balkovec       | Verona         | fine prestito         |
| D        | Davide Frattesi     | Sassuolo       | fine prestito         |
| D        | Marcello Gazzola    | Parma          | fine prestito         |
| D        | Simone Pinna        | Cagliari       | fine prestito         |
| D        | Francisco Sierralta | Udinese        | fine prestito         |
| C        | Amato Ciciretti     | Napoli         | fine prestito         |
| C        | Tommaso Fantacci    | Juve Stabia    | prestito              |
| C        | Liam Henderson      | Verona         | fine prestito         |
| C        | Michał Marcjanik    | Arka Gdynia    | definitivo            |
| A        | Arnel Jakupović     | Domžale        | rinnovo prestito      |
| A        | Samuel Mráz         | Zagłębie Lubin | prestito              |
| A        | Kevin Piscopo       | Carrarese      | prestito              |
| A        | Gennaro Tutino      | Napoli         | fine prestito         |

### Sessione invernale(dal 4/1 al 1°/2)
| Acquisti | Acquisti          | Acquisti | Acquisti   |
| R.       | Nome              | da       | Modalità   |
| -------- | ----------------- | -------- | ---------- |
| D        | Stefano Sabelli   | Brescia  | definitivo |
| C        | Giovanni Crociata | Crotone  | prestito   |

| Cessioni | Cessioni        | Cessioni | Cessioni |
| R.       | Nome            | a        | Modalità |
| -------- | --------------- | -------- | -------- |
| D        | Davide Zappella | Cesena   | prestito |
| A        | Davide Merola   | Arezzo   | prestito |

## Risultati

### Coppa Italia

#### Turni eliminatori
| Arbitro: | Marchetti (Ostia Lido) |

|                 |           |               |
| Merola 17’, 79’ | Marcatori | 90’ Galuppini |

| Arbitro: | Pezzuto (Lecce) |

|                          |           |                                    |
| Maggio 57’ Moncini 90+2’ | Marcatori | 47’ Olivieri 61’, 66’, 86’ Mancuso |

| Empoli 25 novembre 2020, ore 14:30 CET Quarto turno | Empoli             | 3 – 0 (tav.) | Brescia | Stadio Carlo Castellani\| Arbitro: \| Ayroldi (Molfetta) \| |
| Arbitro:                                            | Ayroldi (Molfetta) |              |         |                                                             |

#### Fase finale
| Arbitro: | Giua (Olbia) |

|                                       |           |                  |
| Di Lorenzo 18’ Lozano 38’ Petagna 76’ | Marcatori | 33’, 68’ Bajrami |

## Statistiche

### Statistiche di squadra
Statistiche aggiornate al 3 ottobre 2020
| Competizione | Punti | In casa | In casa | In casa | In casa | In casa | In casa | In trasferta | In trasferta | In trasferta | In trasferta | In trasferta | In trasferta | Totale | Totale | Totale | Totale | Totale | Totale | DR  |
| Competizione | Punti | G       | V       | N       | P       | Gf      | Gs      | G            | V            | N            | P            | Gf           | Gs           | G      | V      | N      | P      | Gf     | Gs     | DR  |
| ------------ | ----- | ------- | ------- | ------- | ------- | ------- | ------- | ------------ | ------------ | ------------ | ------------ | ------------ | ------------ | ------ | ------ | ------ | ------ | ------ | ------ | --- |
| Serie B      | 70    | 18      | 10      | 8       | 0       | 36      | 14      | 19           | 8            | 8            | 3            | 30           | 18           | 37     | 18     | 16     | 3      | 66     | 34     | +32 |
| Coppa Italia |       | 2       | 2       | 0       | 0       | 5       | 1       | 2            | 1            | 0            | 1            | 5            | 6            | 4      | 3      | 0      | 1      | 10     | 7      | +3  |
| Totale       | 70    | 20      | 12      | 8       | 0       | 41      | 15      | 21           | 9            | 8            | 4            | 35           | 24           | 41     | 21     | 16     | 4      | 76     | 41     | +35 |

### Andamento in campionato
| Giornata  | 1 | 2 | 3 | 4 | 5 | 6 | 7 | 8 | 9 | 10 | 11 | 12 | 13 | 14 | 15 | 16 | 17 | 18 | 19 | 20 | 21 | 22 | 23 | 24 | 25 | 26 | 27 | 28 | 29 | 30 | 31 | 32 | 33 | 34 | 35 | 36 | 37 | 38 |
| --------- | - | - | - | - | - | - | - | - | - | -- | -- | -- | -- | -- | -- | -- | -- | -- | -- | -- | -- | -- | -- | -- | -- | -- | -- | -- | -- | -- | -- | -- | -- | -- | -- | -- | -- | -- |
| Luogo     | T | C | T | C | C | T | C | T | C | T  | T  | C  | T  | C  | T  | C  | T  | C  | T  | C  | T  | C  | T  | T  | C  | T  | C  | T  | C  | C  | T  | C  | T  | C  | T  | C  | T  | C  |
| Risultato | V | N | V | V | V | P | V | N | N | N  | V  | V  | N  | N  | V  | N  | V  | V  | N  | V  | N  | N  | N  | N  | N  | V  | N  | V  | V  | V  | N  | N  | V  | V  | P  | V  | P  | V  |
| Posizione | 2 | 4 | 3 | 2 | 1 | 1 | 1 | 1 | 3 | 4  | 2  | 1  | 1  | 2  | 2  | 1  | 1  | 1  | 1  | 1  | 1  | 1  | 1  | 1  | 1  | 1  | 1  | 1  | 1  | 1  | 1  | 1  | 1  | 1  | 1  | 1  | 1  | 1  |

Legenda:

Luogo: C = Casa; T = Trasferta. Risultato: V = Vittoria; N = Pareggio; P = Sconfitta.

### Statistiche dei giocatori
| Giocatore     | Serie B  | Serie B | Serie B     | Serie B    | Coppa Italia | Coppa Italia | Coppa Italia | Coppa Italia | Totale   | Totale | Totale      | Totale     |
| Giocatore     | Presenze | Reti    | Ammonizioni | Espulsioni | Presenze     | Reti         | Ammonizioni  | Espulsioni   | Presenze | Reti   | Ammonizioni | Espulsioni |
| ------------- | -------- | ------- | ----------- | ---------- | ------------ | ------------ | ------------ | ------------ | -------- | ------ | ----------- | ---------- |
| N. Bajrami    | 36       | 5       | 2           | 0          | 3            | 2            | 0            | 0            | 39       | 7      | 2           | 0          |
| F. Bandinelli | 18       | 0       | 4           | 0          | 1            | 0            | 0            | 0            | 19       | 0      | 4           | 0          |
| A. Brignoli   | 33       | 0       | 1           | 0          | 0            | 0            | 0            | 0            | 33       | 0      | 1           | 0          |
| G. Crociata   | 12       | 0       | 0           | 0          | 1            | 0            | 0            | 0            | 13       | 0      | 0           | 0          |
| S. Damiani    | 19       | 0       | 0           | 0          | 3            | 0            | 0            | 0            | 22       | 0      | 0           | 0          |
| R. Fiamozzi   | 26       | 0       | 0           | 0          | 0            | 0            | 0            | 0            | 26       | 0      | 0           | 0          |
| N. Haas       | 34       | 4       | 9           | 0          | 3            | 0            | 0            | 0            | 37       | 4      | 9           | 0          |
| A. La Mantia  | 34       | 11      | 3           | 0          | 2            | 0            | 0            | 0            | 36       | 11     | 3           | 0          |
| L. Mancuso    | 37       | 20      | 6           | 0          | 2            | 3            | 1            | 0            | 39       | 23     | 7           | 0          |
| D. Merola     | 0        | 0       | 0           | 0          | 1            | 2            | 1            | 0            | 1        | 2      | 1           | 0          |
| S. Moreo      | 31       | 4       | 3           | 0          | 0            | 0            | 0            | 0            | 31       | 4      | 3           | 0          |
| D. Nikolaou   | 29       | 0       | 3           | 0          | 0            | 0            | 0            | 0            | 29       | 0      | 3           | 0          |
| R. Pirrello   | 6        | 0       | 0           | 0          | 2            | 0            | 0            | 0            | 8        | 0      | 0           | 0          |
| K. Piscopo    | 1        | 0       | 0           | 0          | 0            | 0            | 0            | 0            | 1        | 0      | 0           | 0          |
| L. Pratelli   | 0        | 0       | 0           | 0          | 0            | 0            | 0            | 0            | 0        | 0      | 0           | 0          |
| I. Provedel   | 0        | 0       | 0           | 0          | 1            | 0            | 0            | 0            | 1        | 0      | 0           | 0          |
| S. Ricci      | 33       | 2       | 3           | 0          | 3            | 0            | 0            | 0            | 36       | 2      | 3           | 0          |
| S. Romagnoli  | 31       | 1       | 4           | 2          | 0            | 0            | 0            | 0            | 31       | 1      | 4           | 2          |
| S. Sabelli    | 12       | 0       | 2           | 0          | 0            | 0            | 0            | 0            | 12       | 0      | 2           | 0          |
| L. Štulac     | 36       | 3       | 4           | 0          | 1            | 0            | 0            | 0            | 37       | 3      | 4           | 0          |
| A. Terzić     | 21       | 0       | 1           | 0          | 2            | 0            | 0            | 0            | 23       | 0      | 1           | 0          |
| M. Viti       | 2        | 0       | 0           | 0          | 3            | 0            | 0            | 0            | 5        | 0      | 0           | 0          |
| D. Zappella   | 0        | 0       | 0           | 0          | 0            | 0            | 0            | 0            | 0        | 0      | 0           | 0          |
| S. Żurkowski  | 25       | 2       | 0           | 0          | 0            | 0            | 0            | 0            | 25       | 2      | 0           | 0          |